# Little King’s Story
Little King’s Story (japanisch: 王様物語 Ōsama Monogatari) ist ein vom japanischen Studio Cing für die Wii entwickeltes Computerspiel aus dem Jahr 2009. Es handelt sich um eine Genremix aus Echtzeit-Strategiespiel mit Elementen von Rollenspielen und einer Lebenssimulation. In einer überarbeiteten Fassung, die in der Verantwortung des japanischen Publishers Konami lag, kam es 2012 unter dem angepassten Titel New Little King’s Story (王と魔王と７人の姫君たち ～新・王様物語～ Ō to Maō to Nananin no Himegimitachi ~Shin Ō-sama Monogatari~, englisch wörtlich: New King Story: The King, The Demon King and the Seven Princesses) für die PlayStation Vita auf den Markt. Die ursprüngliche Fassung kam 2016 schließlich auch für Windows auf den Markt.

## Handlung
Der kleine Junge Corobo verirrt sich während der Verfolgung einer Gruppe Ratten in das Land Alpoko. Er findet eine magische Krone und wird von den Bewohnern des Landes um den Kuhritter Hauser zum König des heruntergekommenen Reiches gekrönt. Die Krone erlaubt es Corobo, den Bewohnern seines Reiches Befehle zu geben. Er muss das Reich allmählich aufbauen und dann nach und nach die umliegenden sechs Königreiche erobern.

## Spielprinzip
Das Spielprinzip ähnelt den Titeln Pikmin und Overlord. Der Spieler steuert die Figur des Königs Corobo direkt durch die dreidimensionale Spielwelt. Er kann die Bewohner seines Königreichs dazu auffordern, ihm zu folgen. So kann er ein zahlenmäßig begrenztes Team an Begleitern um sich sammeln. Die Bewohner des Königreichs können unterschiedlichen Aufgaben und Berufen nachgehen (Bauer, Jäger, Knappe). Mit diesen Spezialisierungen und als Teil des königlichen Pulks können sie den Spieler bei der Lösung von Aufgaben oder dem Kampf gegen gegnerische Monster unterstützen. Die Steuerung der Untertanen erfolgt indirekt. Der Spieler visiert in diesem Fall ein Ziel an, etwa eine gegnerische Kreatur oder ein Objekt der Spielwelt,  und erteilt den Mitgliedern seines Pulks einen Bewegungsbefehl. Sobald die Figuren auf die Kreaturen oder den Gegenstand treffen, setzen sie ihre Berufsfertigkeiten ein, sofern diese im Kontext möglich ist. Die Aufgabe des Spielers ist es, das für die Lösung und die Erledigung der Aufgabe passende Spezialistenteam zusammenzustellen.
Für das Wachstum seiner Bevölkerung und die Spezialisierung seiner Untertanen muss der Spieler Voraussetzungen in Form von Wohngebäuden und Ausbildungsstätten errichten. Das wiederum erfordert Goldvorräte, die durch das Finden von Schätzen in der Spielwelt zusammenkommen. Mit dem Gold können den Untertanen neue Fähigkeiten beigebracht werden (Holz schlagen, Graben usw.). Mit den neuen Fähigkeiten können neue Aufgaben gelöst und immer weitere Teile der Spielwelt zugänglich gemacht werden. Allmählich können damit weitere Gebiete erobert werden. Ausgangspunkt ist dabei häufig der Marktplatz, auf dem der Spieler im Verlauf des Spiels Aufträge und Anfragen seiner Untertan erhält, mit denen verschiedene Quests ausgelöst und Hinweise auf weiterführende Bereiche und Gegner gegeben werden.

## Entwicklung
Das Spiel wurde in einem frühen Stadium noch mit dem Projekttiel Ousama Monogatari bzw. Project O auf der Spielemesse Tokyo Game Show 2007 für die Wii vorgestellt. Gegenüber der Presse zeigte sich Schöpfer Yoshiro Kimura 2009 offen für die Entwicklung einer Fortsetzung, für die er den Titel Super Little King’s Story ins Spiel brachte. Im März 2010 musste das Studio jedoch Insolvenz anmelden.
2012 kündigte der japanische Publisher Konami eine Fassung für die tragbare Konsole PlayStation Vita an, in der die Grafik aufgewertet und die Touchpad-Fähigkeiten der Konsole. Die Vita-Fassung wurde nicht mehr vom ursprünglichen Entwickler Cing betreut, der zwischenzeitlich insolvent gegangen und geschlossen worden war. Stattdessen lizenzierte Marvelous das Spiel an Konami, wobei Marvelous’ Tochter AQ Interactive die Entwicklung für die neue Plattform übernahm, während die Produktionshoheit bei Konami lag. Sie beinhaltete als Online-Komponente die Möglichkeit von Arena-Kämpfen, die losgelöst von der Kampagne waren und ein kompetitives Element in Form von Online-Ranglisten darstellte. Als Nebeneffekt erhoffte man sich zusätzliche Verkäufe durch Mikrotransaktionen über das PlayStation Network, zum Beispiel für optische Anpassungen. Ein Schwerpunkt für die Überarbeitung lag in den Anpassungs- und Verbesserungsmöglichkeiten der Untertanen. Durch Erfahrungspunkte und individuelle Ausrüstungsgegenstände sind die Gefolgsleute individueller an den eigenen Spielstil anpassbar und durch den weniger abstrakten Grafikstil deutlich individueller gestaltbar.
Oktober 2015 kündigte die amerikanische Marvelous-Tochter Xseed Games eine Portierung der Wii-Fassung für den PC an. Im April 2018 zog Konami die Vita-Fassung aus dem Digitalvertrieb über den PlayStation Store zurück.

## Rezeption
Little King’s Story für die Wii erhielt mehrheitlich positive Kritiken (Metacritic: 87/100).

„Ein furchtbar liebenswertes Abenteuer, dem gelegentlich eine etwas umständliche Steuerung im Weg steht.“

Bis November 2009 wurden 26.000 Kopien in Japan, 37.000 in Nordamerika und 67.000 in Europa verkauft. Die Verkaufszahlen entsprachen jedoch nicht den Erwartungen von Marvelous, sodass der Publisher 2010 finanziell ins Schlingern geriet und Entwickler Cing Insolvenz anmelden musste. Marvelous stellte daraufhin bis auf weiteres die Entwicklung originärer Spielemarken ein und verlegte sich auf die Fortsetzungen etablierter Marken.
Das Remake für die PlayStation Vita wurde schlechter bewertet (Metacritic: 70/100).

„Witzige und spannende Mischung aus taktischen Kämpfen und dem Aufbau eines Königreichs - die vor allem aufgrund technischer Schwierigkeiten viel vom Charme des Wii-Originals einbüßt.“

Noch schlechter fielen die Kritiken zur PC-Portierung der Wii-Fassung aus (Metacritic: 62/100).

„Es tut mir furchtbar leid um das sympathische Original, aber Little King’s Story gehört zu den schlechtesten PC-Umsetzungen eines Konsolen-Abenteuers überhaupt. Dass ein bald acht Jahre altes, schon zu seinem Erscheinen technisch „überschaubares“ Spiel ohne nennenswerte grafische Neuerungen nicht fehlerfrei mit 60 Bildern pro Sekunde läuft, ist für professionelle Entwickler einfach ein Armutszeugnis. Dass man es nicht um die Verbesserungen einer inzwischen ebenfalls vierjährigen Neuauflage erweitert, sollte ebenso wenig sein.“